# Крия
Крия (от санскрит: действие, ритуал) в съвременните йогически кръгове се наричат неволевите движения на крайниците при пробуждането на кундалини шакти („змиевидната сила“) и най-често се отнася до техника в Йога, наречена също така Крия Йога. Видовете Крия варират при различните школи в Йога. Крия е често използван синоним на карма. Крията е древна практика, която е описана от Махаватар Бабаджи и се популяризира в съвременна Индия благодарение на неговия ученик Лахири Махасая. Патанджали също споменава Крията в своите трудове „Йога сутри“. Крия също така се наричат почистващите упражнения в Хатха Йога.

## Техники за Крия Йога
Сударшан Крия е дихателна техника, според някои разкрита от Шри Шри Рави Шанкар по време на десетдневна медитация през 1982 година. Тя представлява серия от дишания, които значително намаляват стреса, подобряват дейността на мозъка и влияят благотворно на имунната система.